# Rômulo Mendonça
Rômulo Mendonça (Divinópolis, 12 de março de 1982) é um jornalista e locutor esportivo brasileiro.

## Carreira
Rômulo estudou Jornalismo na PUC-MG, em Belo Horizonte. Começou a carreira no rádio, na Rede Transamérica de Belo Horizonte, onde cobria os times mineiros nos campeonatos estaduais, Copas do Brasil e Campeonatos Brasileiros. Na sequência, foi freelancer em várias rádios do interior de Minas, fazendo cobertura de jogos no Mineirão, trabalhando como repórter de campo e fazendo de tudo um pouco, até se tornar narrador.
Em 2008, ele fez testes para a ESPN Brasil mas não chegou a ser contratado, algo que só aconteceu em 2011, quando mudou-se para São Paulo. Iniciou suas transmissões na emissora em fevereiro de 2011.
Teve seu grande momento de projeção nas Olimpíadas do Rio, em 2016, narrando esportes como vôlei e basquete.
Em 2018, uma narração sua viralizou e inclusive foi parar na versão americana do Sportscenter, noticiário da ESPN.
Em 2019, renovou seu contrato com a ESPN Brasil.
No final de 2022, anunciou sua saída dos canais ESPN, após quase 12 anos na emissora.
No início de 2024, acerta com a Amazon Prime Video para narrar jogos da NBA na plataforma de streaming. Sua estreia foi na partida entre Los Angeles Lakers x Oklahoma City Thunder. Eventualmente a Rede Bandeirantes fez parceria com a Prime Video para transmitir as finais da NBA de 2024 na TV aberta (a ESPN tinha exclusividade na por assinatura e streaming), contando com a narração de Rômulo..
Em 2024, a Level Infinite anunciou Rômulo como voz oficial do NBA Infinite, game para celular.
Em junho de 2024, foi anunciado pela CazéTV para a cobertura dos Jogos Olímpicos de Paris 2024.

### Bordões
Rômulo usa memes e referências da cultura pop para transformar as narrações em eventos divertidos, com informação, humor e emoção.
- “É o caos”[1]
- “Possuído pelo ritmo ragatanga”[1][41][42]
- “É o porteiro do ENEM”[1][41]
- “Aqui não, queridinha!”[1][41]
- “Aqui não, lambisgoia!”[1][41]
- “Boomboomboom shakalaka”[1]
- “Ele é um macho-alfa”[1]
- “Mora de pantufas no meu coração”[1]
- “Ney Latorraca”[41]
- “O Brinquedinho Assassino comete o crime!!!”[41]
- “Papai Lebrão”[41][42]
- “LeBron ladrão, roubou meu coração”[41]
- “Veneno da jararaca, tsc, tsc, tsc”[41]

### Prêmios
| Ano  | Prêmio              | Categoria                   | Resultado | Ref.                |
| ---- | ------------------- | --------------------------- | --------- | ------------------- |
| 2019 | Prêmio Comunique-Se | Esportes: Locutor Esportivo | Venceu    | [ 1 ] [ 43 ] [ 42 ] |